# Beverly Perdue
Pour les articles homonymes, voir Perdue (homonymie).
Beverly Eaves Perdue, née Beverly Marlene Moore le 14 janvier 1947 à Grundy en Virginie, est une femme politique américaine, membre du Parti démocrate, lieutenant-gouverneur, de 2001 à 2009, puis gouverneur de Caroline du Nord de 2009 à 2013.

## Biographie

### Enfance et études
Beverly Marlene Moore est la fille d'Alfred P. et d'Irene Morefield Moore. Elle sort diplômée du second degré de l'université du Kentucky avec une maîtrise en éducation. En outre, elle obtient un doctorat en administration délivré par l'université de Floride.

### Carrière politique
Beverly Perdue commence sa carrière politique à la Chambre des représentants de Caroline du Nord où elle est élue en 1986 et réélue en 1988. En 1990, elle est élue au Sénat de Caroline du Nord où elle siègera jusqu'en 2000 pour le 3e district. La même année, elle est élue lieutenant-gouverneur de Caroline du Nord et réélue en 2004. 
Le 4 novembre 2008, Beverly Perdue est élue gouverneur de Caroline du Nord, contre le candidat républicain Pat McCrory, maire de la ville de Charlotte. Elle entre en fonction le 10 janvier 2009.
En 2012, elle décide de ne pas solliciter un second mandat et quitte son poste le 5 janvier 2013.